# روب أوستين (سائق سباق)
روب أوستين (بالإنجليزية: Rob Austin)‏ هو سائق سباق بريطاني، ولد في 1 فبراير 1981 في Evesham ‏ في المملكة المتحدة.

## روابط خارجية
- روب أوستين على موقع DriverDB.com (الإنجليزية)